# Championnat d'Europe de water-polo
Le championnat d'Europe de water-polo est la principale compétition européenne de water-polo par nations. Organisée tous les deux ans par la Ligue européenne de natation (LEN), elle existe depuis 1926 chez les hommes et 1985 chez les femmes.
De 1926 à 1997, l'épreuve a eu lieu dans le cadre des championnats d'Europe de natation.
De 2004 à 2010, le championnat, autant masculin que féminin, est composé de l'équivalent de deux divisions, ce qui influence les modes de qualification au championnat principal, dit « championnat d'Europe A ». Le classement final d'un championnat A, organisé une année sur deux, permet de qualifier d'office les meilleures équipes et d'imposer aux autres un tournoi de qualification pour l'édition suivante. Dans ces tournois, ils sont confrontés aux meilleures équipes du championnat B qui a lieu les années sans championnat A.
À partir d'octobre 2010 pour les championnats de 2012, les moins bien classés du dernier championnat d'Europe et les équipes non qualifiées à celui-ci sont réparties en groupes. Elles s'affrontent en matches aller et retour sous la forme de poules.

## Articles liés
- Championnat d'Europe féminin de water-polo et Championnat d'Europe masculin de water-polo.
- Championnat d'Europe de water-polo féminin B et Championnat d'Europe de water-polo masculin B.